# Edwin Renatus Hasenjaeger

Edwin Renatus Hasenjaeger, Porträt im Reichstagshandbuch 1932

Edwin Renatus Hasenjaeger (* 27. Oktober 1888 in Cammin; † 5. Juni 1972 in Mülheim an der Ruhr) war ein deutscher Kommunalpolitiker (DNVP, NSDAP, parteilos). Er war nacheinander Oberbürgermeister der Städte Stolp, Rheydt und Mülheim an der Ruhr, ferner kurzzeitig Reichstagsabgeordneter.

## Leben und Leistungen
Hasenjaeger besuchte das Gymnasium in Greifswald und studierte anschließend Rechtswissenschaften an der Universität Bonn und der Universität Greifswald. Es folgte das Rechtsreferendariat mit Stationen am Amtsgericht Barth und am Landgericht Greifswald. Im Ersten Weltkrieg diente Hasenjaeger als Reserveoffizier der Telegraphen-Nachrichtentruppe, zuletzt als Hauptmann der Reserve. Nach dem Ersten Weltkrieg beendete er das Rechtsreferendariat.
Hasenjaeger entschied sich für die Kommunalverwaltung. Ab 1. Mai 1920 war er Beigeordneter in der Stadtverwaltung von Stettin. Im April 1925 wurde er Oberbürgermeister von Stolp. Hasenjaeger war Mitglied der Deutschnationalen Volkspartei (DNVP), in der 7. Wahlperiode (1932–1933) saß er für die DNVP im Reichstag der Weimarer Republik. Hasenjaeger war ferner Mitglied des Provinziallandtags der Provinz Pommern.
Auch nach der Machtergreifung durch die NSDAP führte er sein Amt als Oberbürgermeister nach sachlichen Gesichtspunkten weiter; im März 1933 verhinderte er in Stolp durch städtische Polizeikräfte Übergriffe der SA auf jüdische Geschäfte. Daraufhin wurde er im Mai 1933 beurlaubt und anschließend auf der Grundlage des sogenannten Gesetzes zur Wiederherstellung des Berufsbeamtentums in den Ruhestand versetzt. Zu seinem Nachfolger wurde auf Initiative von Gauleiter Franz Schwede-Coburg zum 1. November 1933 der Stettiner Staatsanwalt Richard Langeheine ernannt.
Hasenjaegers Ruf als hervorragender Verwaltungsfachmann führte dazu, dass er bereits zum 1. August 1933 zum Oberbürgermeister der neu gebildeten Stadt Rheydt ernannt wurde. Die Stadt Rheydt ging aus der Trennung der bisherigen Stadt Gladbach-Rheydt hervor.
Auf Anraten von Emil Kirdorf und Fritz Thyssen wurde Hasenjaeger am 2. Juni 1936 zum Oberbürgermeister von Mülheim an der Ruhr ernannt. Auch dort wirkte er erfolgreich. Es gelang ihm, binnen kurzer Zeit die städtischen Finanzen zu ordnen. Am 24. Mai 1937 beantragte er die Aufnahme in die NSDAP und wurde rückwirkend zum 1. Mai desselben Jahres aufgenommen (Mitgliedsnummer 4.164.861). Während des Krieges gelang es ihm, die Verwaltung der Stadt, die örtliche Infrastruktur und die Versorgung der Bevölkerung aufrechtzuerhalten, so dass er am 11. April 1945 die Stadt in verhältnismäßig gutem Zustand an die US-Armee übergeben konnte.
Die amerikanische Siegermacht verbrachte Hasenjaeger in ein Lager in Attichy in Frankreich. Am 16. September 1945 wurde er aus der Haft entlassen und am 11. Oktober 1945 wieder als Oberbürgermeister von Mülheim eingesetzt. Ende April 1946 trat er zurück, da seine Politik in der neu gebildeten Stadtvertretung auf den Widerstand von SPD und KPD gestoßen war. Unter anderem war Hasenjaegers Bemühen, die im NS-Staat abgeschafften christlichen Konfessionsschulen Ende 1945 wieder einzuführen, bei diesen Parteien auf Widerstand gestoßen.
Hasenjaeger galt als gewissenhafter und penibler Verwaltungsfachmann. Politisch war er konservativ eingestellt. Er war inhaltlich überzeugt von der preußischen konstitutionellen Monarchie, konnte aber als Kommunalbeamter nur unter anderen politischen Systemen wirken.
Sein Sohn Gisbert Hasenjaeger war Professor für mathematische Logik in Münster und Bonn.

## Nachlass
Der Nachlass von Edwin Hasenjaeger befindet sich im Stadtarchiv Mülheim an der Ruhr.